# Pseudacidalia undulata
Pseudacidalia undulata är en fjärilsart som beskrevs av George Francis Hampson 1894. Pseudacidalia undulata ingår i släktet Pseudacidalia och familjen nattflyn. Inga underarter finns listade i Catalogue of Life.